# Mikołaj Bychowiec
Mikołaj Bychowiec herbu własnego – ciwun trocki w latach 1685–1690/1691, chorąży trocki od 1671 roku, stolnik trocki w latach 1661–1671, dyrektor trockiego sejmiku relacyjnego 1681 i 1685 roku.
Poseł sejmiku trockiego na sejm zwyczajny 1688 roku, sejm 1690 roku, sejm 1695 roku.